# Hector Lombard
Hector Miguel Lombard Pedrosa, född 2 februari 1978 i Matanzas, är en kubansk-australisk MMA-utövare som sedan 2012 tävlar i organisationen Ultimate Fighting Championship. Lombard tävlade tidigare i judo där han bland annat representerade Kuba vid olympiska sommarspelen 2000 i Sydney.